# Dapsa ussuriensis
Dapsa ussuriensis is een keversoort uit de familie zwamkevers (Endomychidae). De wetenschappelijke naam van de soort werd in 2001 gepubliceerd door Nikolay Borisovich Nikitskiy, Semenov & Audisio in Nikitskiy & Semenov.